# Heiko Beier
Heiko Beier (* 1967) ist ein deutscher Physiker, Unternehmer und Professor für digitale Medienkommunikation und Künstliche Intelligenz (KI) an der Internationalen Hochschule SDI München.
Beier verfügt über 25 Jahre Erfahrung in der Entwicklung von KI-gestützten Verfahren zur Analyse und Strukturierung von Daten. Damit zählt er zu den erfahrensten Experten auf diesem Gebiet und vermittelt als gefragter Redner zusätzlich Wissen zum verantwortungsbewussten, wertschöpfenden Einsatz von KI in Unternehmen.
Sein Wissen umfasst die Anwendung erklärbarer und vertrauenswürdiger KI entlang der gesamten Wertschöpfungskette – von der Datenanalyse bis zur Prozessoptimierung. Seine Kompetenz, visionäres und strategisches Denken mit fundiertem Wissen über Methoden und Technologien für KI-gesteuerte Datenintelligenz gewinnbringend zu verbinden, bringt er erfolgreich in die von ihm mitbegründeten Technologieunternehmen ein, darunter moresophy.

## Leben
Nach seinem Abitur am Gymnasium Großhansdorf im Jahr 1987 studierte Beier Physik und Philosophie an der Universität Hamburg mit der Spezialisierung auf Hochenergiephysik.
Seine Promotion in Experimenteller Teilchenphysik absolvierte er von 1995 bis 1997 als wissenschaftlicher Mitarbeiter des ZEUS-Experiments am Deutschen Elektronen-Synchrotron in Hamburg und als Gastwissenschaftler an der Columbia-University, New York, als Stipendiat des Deutschen Akademischen Austauschdienstes (DAAD).
Nach verschiedenen Stationen im Forschungsmanagement, der Software-Entwicklung und dem IT-Projektmanagement gründete er 2001 gemeinsam mit dem theoretischen Physiker Christoph Schmidt das Unternehmen moresophy, dessen Kernkompetenz bis heute in der Entwicklung und Nutzbarmachung semantischer Technologien in Verbindung mit Maschinellen Lernen (heute auch als Cognitive Computing bezeichnet) liegt. Seit 2018 ist er zudem CEO der relemind GmbH.
Über viele Jahre hat er die Entwicklung der Disziplin des Wissensmanagements in Deutschland mitgestaltet, unter anderem als Mitglied des Vorstands des Arbeitskreises Wissensmanagement des Bitkom.
2010 nahm er den Ruf der Münchner Hochschule für Angewandte Sprachen (seit 2020: Internationale Hochschule SDI München) als Professor für Internationale Medienkommunikation an. Dort begründete er den Masterstudiengang für Internationale Medienkommunikation zur interdisziplinären Qualifikation von Kompetenzen an der Schnittstelle von Wirtschaft, digitalen Medien und Sprache.

## Forschung
Das Forschungsinteresse von Beier gilt computergestützten Verfahren zur Analyse großer unstrukturierter Datenmengen (Smart Data), der Strukturierung von Informationen sowie der maschinellen Erschließung und Repräsentation von Wissen. Im Rahmen der Professur liegt der Schwerpunkt der anwendungsbezogenen Forschung auf der Analyse der von digitalen Kommunikationstechnologien geschaffenen Möglichkeiten, ihrer Anwendung in Wirtschaft und Gesellschaft sowie deren Auswirkungen auf den Menschen und sein Verhalten. Beiers Veröffentlichungen behandeln – neben seinen ursprünglichen Arbeiten im Bereich der experimentellen Teilchenphysik – sowohl die informationswissenschaftlichen Grundlagen von semantischer Analyse und Strukturierung von Informationen als auch deren Nutzung. Dabei stehen Anwendungen zur Unterstützung von Marketing und Kundenkommunikation im Mittelpunkt. Laut Beier schaffen moderne Verfahren der semantischen Analyse die Voraussetzungen für eine dynamische, kontextsensitive Kommunikation und nachfrageorientierte Redaktionskonzepte.
Für die webbasierte Kommunikation verschieben sich die Kriterien für die Bestimmung von Informationsqualität: Zugänglichkeit, Auffindbarkeit („Discoverability“) und Berücksichtigung des Kontexts gewinnen gegenüber den für klassische Medien relevanteren Aspekten wie der intrinsischen Qualität. Beier überträgt diese Grundsätze auf die Mechanismen der Suchmaschinenoptimierung. Verlage wie auch Redaktionen im Marketing können die Relevanz ihrer Inhalte erhöhen und ihre Zielgruppen optimal ansprechen, wenn sie in ihrer eigenen Kommunikation die Sprache ihrer Kunden (auf linguistischer wie semantischer Ebene) berücksichtigen. Eigene digitale Texte sollten daher vor der Veröffentlichung einer semantischen Relevanzoptimierung unterzogen werden. Diese führt zu einem sehr wirksamen SEO-Effekt, weil derartigen Inhalten von Google aufgrund des Hummingbird-Algorithmus eine hohe inhaltliche Relevanz beigemessen werde.
Zum aktuellen Forschungsschwerpunkt von Beier zählt die Forschung im Bereich hybrider KI. In diesem Zusammenhang hat Beier Ende 2024 für die von ihm entwickelte DAPHY® Technologie ein Patent angemeldet. DAPHY kombiniert die kreative Leistung generativer KI mit der analytischen Präzision von Algorithmen des maschinellen Lernens. Die Technologie bereitet Unternehmensdaten intelligent auf und nutzt diese zur gezielten Steuerung generativer KI-Modelle. Unternehmen können vielfältige Aufgaben effizient und zuverlässig bewältigen: von der automatischen Anpassung von Produktbeschreibungen an verschiedene Zielgruppen über die Generierung präziser, kontextbezogener Antworten im Kundenservice bis hin zur Unterstützung fundierter Geschäftsentscheidungen durch die Kombination qualitativer Einschätzungen mit quantitativen Kennzahlen in Berichten, Studien oder Verträgen. Vorteile von DAPHY sind die einfache Handhabung, Anpassbarkeit der KI an spezifische Erfordernisse durch Enduser, eine ressourcenschonende Anwendung und die reibungslose Integration in bestehende IT-Strukturen. Unternehmen können ihre eigenen Daten direkt nutzen und bleiben unabhängig von kostspieligen Cloud-Lösungen. Dabei behalten sie stets die Kontrolle über sensible Informationen. Vor allem der Mittelstand profitiert von erklärbaren KI-Lösungen in heterogenen IT-Systemlandschaften.

## Auszeichnungen und Errungenschaften
- 19. Dezember 2024: US-Patentanmeldung für die DAPHY®-Technologie[6]. Das Patent hat zum Ziel, die Weiterentwicklung der Hybrid-KI-Technologie voranzutreiben und deren Einsatz in verschiedenen Branchen auszubauen.
- 2024: US-Patent für eine ressourceneffiziente Technologie zur Verarbeitung unstrukturierter Daten
- 2024–2022: Drei Jahre in Folge Auszeichnung mit dem BSFZ-Siegel des Bundesministeriums für Wirtschaft und Klimaschutz
- 2022: dpr Award in der Kategorie „Beste Medientechnologie“ für eine SaaS-Plattform auf der Frankfurter Buchmesse

## Funktionen
- Founder Institute Mentor
- Mitglied im KI Bundesverband
- Ehemals Dozent der „Akademie der Deutschen Medien“
- Ehemals Referierender beim Management Circle
- 2005 bis 2010 Vorstandsmitglied des Arbeitskreises „Knowledge Management“ im BITKOM

## Publikationen (Auswahl)
Beier hat über 80 Artikel und Papiere veröffentlicht. Nachstehend eine Auswahl seiner Publikationen seit 2013.
- Kundenzentrierte KI-Strategien: Von der Datenanalyse zur effektiven Marktkommunikation, in KI in Medien, Kommunikation und Marketing, Springer Science, Feb 2025[7]

- In touch with your clients through Hybrid AI Solutions, dpr magazin, abgerufen am 25. März 2025,[8]

- Terminologie und Deep Learning - Synergien an der Mensch-Maschine-Schnittstelle, in Terminologie: Tools und Technologien, Akten des Symposions, Mannheim, 2.-4. März 2023.

- Smart Content Produktion: Leuchtspuren Künstlicher Intelligenz, in: DOK Magazin, Ausgabe 06.2021, München.

- Die kognitive Business-Revolution: Mensch und Maschine vereint. Friedlich. in DIGITUS, Ausgabe 3/2018.

- Digitaler Umbruch oder: Das Ende des Wilden Westens, LEAD Digital, Mai 2018.

- Beier, Heiko & Schmidt, Ulrich & Klett, David (Hrsg.): Wissensmanagement beflügelt - wie Sie einen unbegrenzten Rohstoff aktivieren, AKA Verlag, Berlin, April 2015.

- In der Sprache des Kunden, tekom Magazin, Ausgabe 02/15, März 2015.

- Automatisierung – die Königsdisziplin beim Content Marketing, DOK Magazin, Ausgabe 01-15, März 2015.

- Beier, Heiko & Ziegler Wolfgang: Content delivery portals: The future of modular content, tc magazine, Feb 2015[9]

- Strategy First. Wie Sie Ihr Business mit einer Content-Strategie beflügeln, DOK Magazin, Ausgabe 06-2014, Dezember 2014.

- Beier, Heiko & Ziegler, Wolfgang: Alles muss raus! Content Delivery & Retrieval für Portale in der Technischen Kommunikation, tekom Magazin, Oktober 2014.

- Beier, Heiko & Stefan Symanek: Modellbasiertes Matching von Kandidaten-Profilen und Projektausschreibungen im Online-Recruiting, erscheint in KnowTech 2014: Zukunft der Wissensarbeit, Kongress für Wissensmanagement, Social Media und Collaboration, Oktober 2014, ISBN 978-3-95545-085-4.

- Enterprise Collaboration – braucht ein strategisches Konzept*, DOK Magazin, Ausgabe 01/2013.

## Keynotes (Auswahl)
Hier eine Auswahl seiner Keynotes im Rahmen verschiedener Veranstaltungen:
- Von Monstern und Ameisen - warum KI-gestütztes Marketing und CX beides braucht, Keynote auf der Shift CX Konferenz für Marketing Automation & CX Analytics[10]

- Nachvollziehbarkeit vor Kreativität - wie Sie KI richtig einsetzen, Eröffnungskeynote zur Konferenz Future of Industrial Usability, Würzburg, Oktober 2024.

- Effektiver Einsatz von KI in der Versicherungswirtschaft - sicher und verlässlich, Eröffnungsvortrag auf der BF21 Jahrestagung KI in Insurance, Köln, September 2024[11]

- Näher am Kunden mit KI - sicher und verlässlich, Cross Media Forum, München, Juli 2024[12]

- Klasse statt Masse, KI-Marketingtage, München, Mai 2024.

- Mit KI zur kundenzentrierten Kommunikation, Kongress für Corporate Language und Verständlichkeit, Augsburg, Mai 2024.

- KI und Meta-Daten - wie Sie Ihr Content-Audit perfektionieren, MVB Data Summit, November 2023, Online-Konferenz[13]

- Vom Daten-verarbeitenden zum Daten-getriebenen Unternehmen, Fallstudie einer digitalen Transformation, Versicherungsforen Leipzig, Leipzig, Oktober 2023

- Wie man ein datengetriebenes Unternehmen wird..., Fachvortrag TDWI, Juni 2023, München[14]

- Terminologie und Deep Learning - Synergien an der Mensch-Maschine-Schnittstelle, 18. DTT Symposion, Mannheim, 3. März 2023[15]

- Datengetriebene Kommunikation - So erzielen Sie verlässlich Resonanz bei Ihren Zielgruppen, Online-Fokus-Konferenz Digitales Marketing + PIM, Mai 2022, Online.

- Symbiose von Mensch und Maschine - Chancen und Risiken im Einsatz von Künstlicher Intelligenz in den Medien, Vereinigung der Medien-Ombudsleute e.V., Online-Vortrag, 9. Juni 2021.

- Chancen und Risiken Künstlicher Intelligenz - Grundlage für eine menschlichere Zukunft oder Einfallstor für unbeherrschbare Risiken?, Humboldt-Universität zu Berlin. Gastreferent im Seminar "Ethik und Digitalisierung" von Prof. Dr. Wolfgang Huber, 3. Februar 2021.

- The Power of Context - Digitales Marketing von Intelligenz zu Intelligenz, Online-Konferenz Digitales Marketing, Dezember 2019.

- Contextual Ad Targeting mittels kognitiver Datenverarbeitung, Sprachtechnologie-Gipfel, Brüssel, Mai 2018.

- Ist das das Endspiel von Facebook? Warum soziale Netzwerke, wie wir sie heute kennen, nicht überleben werden, Enterprise Identity & Cloud Konferenz, München, Mai 2018.

- Contextual Ad Targeting by means of cognitive computing, Text Analytics Conference, Washington D.C., 9. November 2017.